# يا صاحبي السجن
يا صاحبي السجن هي رواية صدرت عن المؤسّسة العربيّة للدّراسات والنّشر في بيروت في عام 2012، وتقع الرّواية في 344 صفحة من القطع المتوسّط، وتحكي تجربة أيمن العتوم بين عامي 1996 و1997. تمتاز لغة الرّواية بالشّعريّة، وتتداخل فيها الأزمنة والأمكنة، وتحلّق في عالم النّفس البشريّة. كانت أصداء الرواية قد أثارت الجدل حال نزولها، حيث أنها وُوجهت بالمنع من قبل دائرة المطبوعات والنشر الأردنية نظراً لمحتوى الرواية، وشاع صيتها في الوسط السياسي والثقافي الأردني وبدأت مواقع التواصل الاجتماعي تتحدث عن منع الرواية من الدخول إلى الأردن.
وبعدَ فكّ المنع عن الرواية انتشرت الرواية في الأردن ولاقت رواجاً غير مشهود إذ خلال شهرين كانت الطبعة الأولى قد نفدت من الأسواق بشكل غير مسبوق النظير، وحازت الرواية على إعجاب القُرّاء الأردنين إذ إنها تتحدث عن قصّة الكاتب في سجون المخابرات الأردنية والسجون الأخرى مع ذكر تفاصيل الأحداث التي جَرَت مع الكاتب، كما امتازت الرواية بشخوصها المعروفين في الأوساط السياسية الأردنية . يُذكر أنَّ الرواية قَد نوقشَت 14 مرَّةً بحضور الكاتب منذ صدورها وحتى شهر حزيران / 2013 .
وقد صدَرت الطبعة الثالثة للرواية ذاتها خلال عام واحد من صدور الطبعة الأولى لتصدر منها الطبعة السابعة حتى الآن.

## القصة
تدور أحداث الرّواية في السّجون الثّلاثة الّتي تنقّل عَبْرها الكاتب، وهي: سجن المخابرات، وسجن الجويدة، وسجن سواقة. وتتناول الأحداث الّتي عصفت بالأردنّ في مطلع التسعينات من القرن العشرين، وقد تضمّنت أحداثًا كُبرى، وقضايا هامّة؛ مثل انتفاضة الخبز، وبيعة الإمام، وألغام عجلون وغيرها.
أمّا أحداث انتفاضة الخبز فقد بدأت في الجنوب على إثر قرار الحكومة الأردنيّة رفع أسعار الخبز ثلاثة أضعاف سعره الأساسيّ. ومن القضايا التّي تحدّثت عنها الرّواية بيعة الإمام، وهو الاسم الّذي أطلقه جهاز الأمن الأردنيّ على مجموعة من أصحاب التّيّارات الإسلاميّة الراديكاليّة، وقد تعدّدتْ الأسماء الّتي أطلقتْ على هذه المجموعة، فسُمّوا مرّة بالسلفيّة الجِهاديّة، وأخرى بجماعة التّوحيد، وثالثة بالتّكفير والهِجرة. ومن أشهر الّذين نظّروا لطرحهم الفِكريّ قبل السّجن وفي السّجن عصام البرقاوي المعروف بأبو محمّد المقدسيّ.
تتميّز الرّواية بأنّ شخوصها حقيقيّة، وكثيرٌ منهم مِمّن مارسوا العمل السّياسيّ أو الدّينيّ، وكان لهم أثرٌ بارزٌ في الحياة في المجتمع الأردنّي، وتوزّعت الشّخصيّات الّتي تناولتْها الرّواية بين أقصى اليمين إلى أقصى اليسار. وبعضُها شخصيّات جدليّة. ومن هؤلاء: ليث شبيلات، وأبو مصعب الزرقاوي، وأبو محمد المقدسي وعطا أبو الرشتة. جنح الكاتب في الرّواية إلى تصوير الخطوط الخارجيّة لهذه الشّخصيّات، فرسمها بكلماته حتّى بدتْ حيّة كأنّما تنتفض في وجه من يقرؤها. واهتمّ إلى جانب ذلك بنفسيّاتها، وتناقضاتها الدّاخليّة، وما يمور في أعماقها من اضطرابات. وفي الحالَين اعتمد التّوصيف دون أن يُطلق عليها الأحكام، وبثّ بعض الإشارات الّتي يُمكِن أن تكون مدخلاً في ذهن القارئ يُشكّل من خلال هذا المدخل حُكمًا، أو يتّخذ منها رأيًا وموقِفًا.

## وصلات خارجية
- المتمرّد والعاشق والشاعر في رواية «يا صاحبيِ السّجن» * حلمي الأسمر.
- العتوم يقرا أدب السجون ضمن سبرٍ النفس الإنسانيّة
- «يا صاحبي السجن».. حينما تجتمع الرواية والسيرة الذاتية والفلسفة والشعر
- «يا صاحبي السجن»..المطبوعات تمنعها